# 尚泰克斯
尚泰克斯（法語：Chanteix，法語發音：[ʃɑ̃tɛks]）是法国科雷兹省的一个市镇，属于蒂勒区。

## 地理
尚泰克斯（45°18'35"N, 1°38'15"E）面积19.47 平方千米，位于法国新阿基坦大区科雷兹省，该省份为法国中南部省份，北起上维埃纳省和克勒兹省，西接多爾多涅省，南至洛特省，东临多姆山省和康塔爾省。
与尚泰克斯接壤的市镇（或旧市镇、城区）包括：拉格罗利耶尔、圣克莱芒、圣日耳曼莱韦尔涅、圣梅克桑、圣帕尔杜-洛尔蒂日耶。
尚泰克斯的时区为UTC+01:00、UTC+02:00（夏令时）。

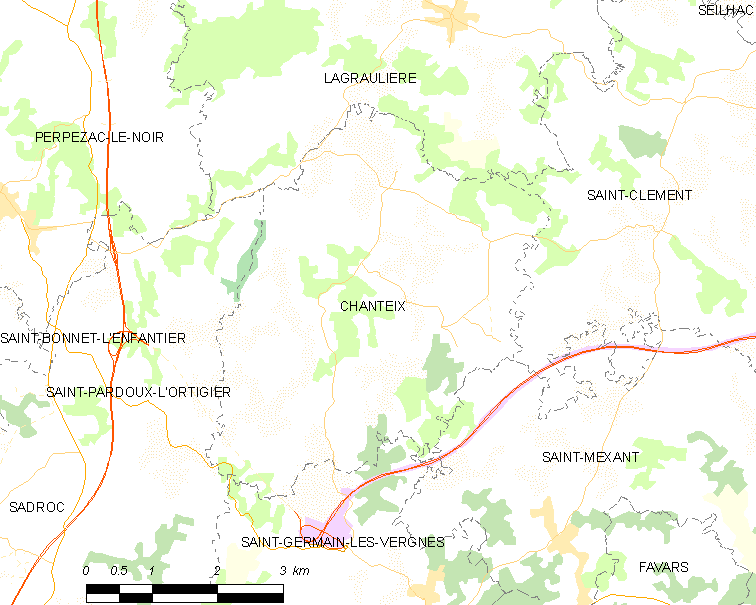
尚泰克斯的OSM定位图

## 行政
尚泰克斯的邮政编码为19330，INSEE市镇编码为19042。

## 政治
尚泰克斯所属的省级选区为塞亚克-莫内迪耶尔县。

## 人口

1962-2008年间尚泰克斯人口变化图示

尚泰克斯于2022年1月1日时的人口数量为615人。